# Summer Sensation
Summer Sensation è un EP del gruppo musicale statunitense Be Your Own Pet, pubblicato il 18 aprile 2006 solo negli Stati Uniti.

## Tracce
1. Bicycle, Bicycle, You Are My Bicycle – 2:11
2. Girls on TV – 2:39
3. Fire Department – 3:14
4. Take That Walk – 3:02
5. Hillmont Avenue – 1:49

## Formazione
- Jemina Pearl – voce
- Nathan Vasquez – basso, cori
- Jonas Stein – chitarra, cori
- John Eatherly – batteria, percussioni